# Liste des subdivisions administratives du Guangxi
Cet article donne une liste des subdivisions administratives de niveau préfecture et de niveau district dans la province chinoise du Guangxi. Il ne fournit pas de données sur les subdivisions de niveau inférieur.

## Données générales
| subdivisions de niveau préfecture |     |
| villes-préfectures                | 14  |
| villes sous-provinciales          | 0   |
| subdivisions de niveau district   |     |
| villes-districts                  | 7   |
| xian                              | 56  |
| xian autonome                     | 12  |
| districts                         | 34  |
| subdivisions de niveau canton     |     |
| bourgs                            | 699 |
| cantons                           | 369 |
| cantons ethniques                 | 58  |
| sous-districts                    | 106 |

## Liste des subdivisions
| Niveau préfecture                                 | Niveau district                                     | Niveau district     | Niveau district              |
| Niveau préfecture                                 | Nom                                                 | Chinois (simplifié) | Pinyin                       |
| ------------------------------------------------- | --------------------------------------------------- | ------------------- | ---------------------------- |
| Ville de Nanning 南宁市 Nánníng Shì               | District de Qingxiu                                 | 青秀区              | Qīngxiù Qū                   |
| Ville de Nanning 南宁市 Nánníng Shì               | District de Xingning                                | 兴宁区              | Xīngníng Qū                  |
| Ville de Nanning 南宁市 Nánníng Shì               | District de Xixiangtang                             | 西乡塘区            | Xīxiāngtáng Qū               |
| Ville de Nanning 南宁市 Nánníng Shì               | District de Liangqing                               | 良庆区              | Liángqìng Qū                 |
| Ville de Nanning 南宁市 Nánníng Shì               | District de Jiangnan                                | 江南区              | Jiāngnán Qū                  |
| Ville de Nanning 南宁市 Nánníng Shì               | District de Yongning                                | 邕宁区              | Yōngníng Qū                  |
| Ville de Nanning 南宁市 Nánníng Shì               | Ville de Hengzhou                                   | 横州市              | Héngzhōu Shì                 |
| Ville de Nanning 南宁市 Nánníng Shì               | Xian de Wuming                                      | 武鸣县              | Wǔmíng Xiàn                  |
| Ville de Nanning 南宁市 Nánníng Shì               | Xian de Long'an                                     | 隆安县              | Lóng'ān Xiàn                 |
| Ville de Nanning 南宁市 Nánníng Shì               | Xian de Mashan                                      | 马山县              | Mǎshān Xiàn                  |
| Ville de Nanning 南宁市 Nánníng Shì               | Xian de Shanglin                                    | 上林县              | Shànglín Xiàn                |
| Ville de Nanning 南宁市 Nánníng Shì               | Xian de Binyang                                     | 宾阳县              | Bīnyáng Xiàn                 |
| Ville de Liuzhou 柳州市 Liǔzhōu Shì               | District de Chengzhong                              | 城中区              | Chéngzhōng Qū                |
| Ville de Liuzhou 柳州市 Liǔzhōu Shì               | District de Yufeng                                  | 鱼峰区              | Yúfēng Qū                    |
| Ville de Liuzhou 柳州市 Liǔzhōu Shì               | District de Liubei                                  | 柳北区              | Liǔběi Qū                    |
| Ville de Liuzhou 柳州市 Liǔzhōu Shì               | District de Liujiang                                | 柳江区              | Liǔjiāng Qū                  |
| Ville de Liuzhou 柳州市 Liǔzhōu Shì               | District de Liunan                                  | 柳南区              | Liǔnán Qū                    |
| Ville de Liuzhou 柳州市 Liǔzhōu Shì               | Xian de Liucheng                                    | 柳城县              | Liǔchéng Xiàn                |
| Ville de Liuzhou 柳州市 Liǔzhōu Shì               | Xian de Luzhai                                      | 鹿寨县              | Lùzhài Xiàn                  |
| Ville de Liuzhou 柳州市 Liǔzhōu Shì               | Xian de Rong'an                                     | 融安县              | Róng'ān Xiàn                 |
| Ville de Liuzhou 柳州市 Liǔzhōu Shì               | Xian autonome miao de Rongshui                      | 融水苗族自治县      | Róngshuǐ miáozú Zìzhìxiàn    |
| Ville de Liuzhou 柳州市 Liǔzhōu Shì               | Xian autonome dong de Sanjiang                      | 三江侗族自治县      | Sānjiāng dòngzú Zìzhìxiàn    |
| Ville de Guilin 桂林市 Guìlín Shì                 | District de Xiangshan                               | 象山区              | Xiàngshān Qū                 |
| Ville de Guilin 桂林市 Guìlín Shì                 | District de Xiufeng                                 | 秀峰区              | Xiùfēng Qū                   |
| Ville de Guilin 桂林市 Guìlín Shì                 | District de Diecai                                  | 叠彩区              | Diécǎi Qū                    |
| Ville de Guilin 桂林市 Guìlín Shì                 | District de Qixing                                  | 七星区              | Qīxīng Qū                    |
| Ville de Guilin 桂林市 Guìlín Shì                 | District de Yanshan                                 | 雁山区              | Yànshān Qū                   |
| Ville de Guilin 桂林市 Guìlín Shì                 | Xian de Yangshuo                                    | 阳朔县              | Yángshuò Xiàn                |
| Ville de Guilin 桂林市 Guìlín Shì                 | Xian de Lingui                                      | 临桂县              | Línguì Xiàn                  |
| Ville de Guilin 桂林市 Guìlín Shì                 | Xian de Lingchuan                                   | 灵川县              | Língchuān Xiàn               |
| Ville de Guilin 桂林市 Guìlín Shì                 | Xian de Quanzhou                                    | 全州县              | Quánzhōu Xiàn                |
| Ville de Guilin 桂林市 Guìlín Shì                 | Xian de Pingle                                      | 平乐县              | Pínglè Xiàn                  |
| Ville de Guilin 桂林市 Guìlín Shì                 | Xian de Xing'an                                     | 兴安县              | Xīng'ān Xiàn                 |
| Ville de Guilin 桂林市 Guìlín Shì                 | Xian de Guanyang                                    | 灌阳县              | Guànyáng Xiàn                |
| Ville de Guilin 桂林市 Guìlín Shì                 | Xian de Lipu                                        | 荔浦县              | Lìpǔ Xiàn                    |
| Ville de Guilin 桂林市 Guìlín Shì                 | Xian de Ziyuan                                      | 资源县              | Zīyuán Xiàn                  |
| Ville de Guilin 桂林市 Guìlín Shì                 | Xian de Yongfu                                      | 永福县              | Yǒngfú Xiàn                  |
| Ville de Guilin 桂林市 Guìlín Shì                 | Xian autonome de diverses nationalités de Longsheng | 龙胜各族自治县      | Lóngshèng gèzú Zìzhìxiàn     |
| Ville de Guilin 桂林市 Guìlín Shì                 | Xian autonome yao de Gongcheng                      | 恭城瑶族自治县      | Gōngchéng yáozú Zìzhìxiàn    |
| Ville de Wuzhou 梧州市 Wúzhōu Shì                 | District de Wanxiu                                  | 万秀区              | Wànxiù Qū                    |
| Ville de Wuzhou 梧州市 Wúzhōu Shì                 | District de Dieshan                                 | 蝶山区              | Diéshān Qū                   |
| Ville de Wuzhou 梧州市 Wúzhōu Shì                 | District de Changzhou                               | 长洲区              | Chángzhōu Qū                 |
| Ville de Wuzhou 梧州市 Wúzhōu Shì                 | Ville de Cenxi                                      | 岑溪市              | Cénxī Shì                    |
| Ville de Wuzhou 梧州市 Wúzhōu Shì                 | Xian de Cangwu                                      | 苍梧县              | Cāngwú Xiàn                  |
| Ville de Wuzhou 梧州市 Wúzhōu Shì                 | Xian de Teng                                        | 藤县                | Téng Xiàn                    |
| Ville de Wuzhou 梧州市 Wúzhōu Shì                 | Xian de Mengshan                                    | 蒙山县              | Méngshān Xiàn                |
| Ville de Beihai 北海市 Běihǎi Shì                 | District de Haicheng                                | 海城区              | Hǎichéng Qū                  |
| Ville de Beihai 北海市 Běihǎi Shì                 | District de Yinhai                                  | 银海区              | Yínhǎi Qū                    |
| Ville de Beihai 北海市 Běihǎi Shì                 | District de Tieshangang                             | 铁山港区            | Tiěshāngǎng Qū               |
| Ville de Beihai 北海市 Běihǎi Shì                 | Xian de Hepu                                        | 合浦县              | Hépǔ Xiàn                    |
| Ville de Fangchenggang 防城港市 Fángchénggǎng Shì | District de Gangkou                                 | 港口区              | Gǎngkǒu Qū                   |
| Ville de Fangchenggang 防城港市 Fángchénggǎng Shì | District de Fangcheng                               | 防城区              | Fángchéng Qū                 |
| Ville de Fangchenggang 防城港市 Fángchénggǎng Shì | Ville de Dongxing                                   | 东兴市              | Dōngxīng Qū                  |
| Ville de Fangchenggang 防城港市 Fángchénggǎng Shì | Xian de Shangsi                                     | 上思县              | Shàngsī Xiàn                 |
| Ville de Qinzhou 钦州市 Qīnzhōu Shì               | District de Qinnan                                  | 钦南区              | Qīnnán Qū                    |
| Ville de Qinzhou 钦州市 Qīnzhōu Shì               | District de Qinbei                                  | 钦北区              | Qīnběi Qū                    |
| Ville de Qinzhou 钦州市 Qīnzhōu Shì               | Xian de Lingshan                                    | 灵山县              | Língshān Xiàn                |
| Ville de Qinzhou 钦州市 Qīnzhōu Shì               | Xian de Pubei                                       | 浦北县              | Pǔběi Xiàn                   |
| Ville de Guigang 贵港市 Guìgǎng Shì               | District de Gangbei                                 | 港北区              | Gǎngběi Qū                   |
| Ville de Guigang 贵港市 Guìgǎng Shì               | District de Gangnan                                 | 港南区              | Gǎngnán Qū                   |
| Ville de Guigang 贵港市 Guìgǎng Shì               | District de Tantang                                 | 覃塘区              | Tántáng Qū                   |
| Ville de Guigang 贵港市 Guìgǎng Shì               | Ville de Guiping                                    | 桂平市              | Guìpíng Shì                  |
| Ville de Guigang 贵港市 Guìgǎng Shì               | Xian de Pingnan                                     | 平南县              | Píngnán Xiàn                 |
| Ville de Yulin 玉林市 Yùlín Shì                   | District de Yuzhou                                  | 玉州区              | Yùzhōu Qū                    |
| Ville de Yulin 玉林市 Yùlín Shì                   | Ville de Beiliu                                     | 北流市              | Běiliú Shì                   |
| Ville de Yulin 玉林市 Yùlín Shì                   | Xian de Rong                                        | 容县                | Róng Xiàn                    |
| Ville de Yulin 玉林市 Yùlín Shì                   | Xian de Luchuan                                     | 陆川县              | Lùchuān Xiàn                 |
| Ville de Yulin 玉林市 Yùlín Shì                   | Xian de Bobai                                       | 博白县              | Bóbái Xiàn                   |
| Ville de Yulin 玉林市 Yùlín Shì                   | Xian de Xingye                                      | 兴业县              | Xīngyè Xiàn                  |
| Ville de Baise 百色市 Bǎisè Shì                   | District de Youjiang                                | 右江区              | Yòujiāng Qū                  |
| Ville de Baise 百色市 Bǎisè Shì                   | Xian de Lingyun                                     | 凌云县              | Língyún Xiàn                 |
| Ville de Baise 百色市 Bǎisè Shì                   | Xian de Pingguo                                     | 平果县              | Píngguǒ Xiàn                 |
| Ville de Baise 百色市 Bǎisè Shì                   | Xian de Xilin                                       | 西林县              | Xīlín Xiàn                   |
| Ville de Baise 百色市 Bǎisè Shì                   | Xian de Leye                                        | 乐业县              | Lèyè Xiàn                    |
| Ville de Baise 百色市 Bǎisè Shì                   | Xian de Debao                                       | 德保县              | Débǎo Xiàn                   |
| Ville de Baise 百色市 Bǎisè Shì                   | Xian de Tianlin                                     | 田林县              | Tiánlín Xiàn                 |
| Ville de Baise 百色市 Bǎisè Shì                   | Xian de Tianyang                                    | 田阳县              | Tiányáng Xiàn                |
| Ville de Baise 百色市 Bǎisè Shì                   | Xian de Jingxi                                      | 靖西县              | Jìngxī Xiàn                  |
| Ville de Baise 百色市 Bǎisè Shì                   | Xian de Tiandong                                    | 田东县              | Tiándōng Xiàn                |
| Ville de Baise 百色市 Bǎisè Shì                   | Xian de Napo                                        | 那坡县              | Nàpō Xiàn                    |
| Ville de Baise 百色市 Bǎisè Shì                   | Xian autonome de diverses nationalités de Longlin   | 隆林各族自治县      | Lónglín gèzú Zìzhìxiàn       |
| Ville de Hezhou 贺州市 Hèzhōu Shì                 | District de Babu                                    | 八步区              | Bābù Qū                      |
| Ville de Hezhou 贺州市 Hèzhōu Shì                 | Xian de Zhongshan                                   | 钟山县              | Zhōngshān Xiàn               |
| Ville de Hezhou 贺州市 Hèzhōu Shì                 | Xian de Zhaoping                                    | 昭平县              | Zhāopíng Xiàn                |
| Ville de Hezhou 贺州市 Hèzhōu Shì                 | Xian autonome yao de Fuchuan                        | 富川瑶族自治县      | Fùchuān yáozú Zìzhìxiàn      |
| Ville de Hechi 河池市 Héchí Shì                   | District de Jinchengjiang                           | 金城江区            | Jīnchéngjiāng Qū             |
| Ville de Hechi 河池市 Héchí Shì                   | Ville de Yizhou                                     | 宜州市              | Yízhōu Shì                   |
| Ville de Hechi 河池市 Héchí Shì                   | Xian de Tian'e                                      | 天峨县              | Tiān'é Xiàn                  |
| Ville de Hechi 河池市 Héchí Shì                   | Xian de Fengshan                                    | 凤山县              | Fèngshān Xiàn                |
| Ville de Hechi 河池市 Héchí Shì                   | Xian de Nandan                                      | 南丹县              | Nándān Xiàn                  |
| Ville de Hechi 河池市 Héchí Shì                   | Xian de Donglan                                     | 东兰县              | Dōnglán Xiàn                 |
| Ville de Hechi 河池市 Héchí Shì                   | Xian autonome yao de Du'an                          | 都安瑶族自治县      | Dū'ān yáozú Zìzhìxiàn        |
| Ville de Hechi 河池市 Héchí Shì                   | Xian autonome mulao de Luocheng                     | 罗城仫佬族自治县    | Luóchéng mùlǎozú Zìzhìxiàn   |
| Ville de Hechi 河池市 Héchí Shì                   | Xian autonome yao de Bama                           | 巴马瑶族自治县      | Bāmǎ yáozú Zìzhìxiàn         |
| Ville de Hechi 河池市 Héchí Shì                   | Xian autonome maonan de Huanjiang                   | 环江毛南族自治县    | Huánjiāng máonánzú Zìzhìxiàn |
| Ville de Hechi 河池市 Héchí Shì                   | Xian autonome yao de Dahua                          | 大化瑶族自治县      | Dàhuà yáozú Zìzhìxiàn        |
| Ville de Laibin 来宾市 Láibīn Shì                 | District de Xingbin                                 | 兴宾区              | Xīngbīn Qū                   |
| Ville de Laibin 来宾市 Láibīn Shì                 | Ville de Heshan                                     | 合山市              | Héshān Shì                   |
| Ville de Laibin 来宾市 Láibīn Shì                 | Xian de Xiangzhou                                   | 象州县              | Xiàngzhōu Xiàn               |
| Ville de Laibin 来宾市 Láibīn Shì                 | Xian de Wuxuan                                      | 武宣县              | Wǔxuān Xiàn                  |
| Ville de Laibin 来宾市 Láibīn Shì                 | Xian de Xincheng                                    | 忻城县              | Xīnchéng Xiàn                |
| Ville de Laibin 来宾市 Láibīn Shì                 | Xian autonome yao de Jinxiu                         | 金秀瑶族自治县      | Jīnxiù yáozú Zìzhìxiàn       |
| Ville de Chongzuo 崇左市 Chóngzuǒ Shì             | District de Jiangzhou                               | 江州区              | Jiāngzhōu Qū                 |
| Ville de Chongzuo 崇左市 Chóngzuǒ Shì             | Ville de Pingxiang                                  | 凭祥市              | Píngxiáng Shì                |
| Ville de Chongzuo 崇左市 Chóngzuǒ Shì             | Xian de Ningming                                    | 宁明县              | Níngmíng Xiàn                |
| Ville de Chongzuo 崇左市 Chóngzuǒ Shì             | Xian de Fusui                                       | 扶绥县              | Fúsuí Xiàn                   |
| Ville de Chongzuo 崇左市 Chóngzuǒ Shì             | Xian de Longzhou                                    | 龙州县              | Lóngzhōu Xiàn                |
| Ville de Chongzuo 崇左市 Chóngzuǒ Shì             | Xian de Daxin                                       | 大新县              | Dàxīn Xiàn                   |
| Ville de Chongzuo 崇左市 Chóngzuǒ Shì             | Xian de Tiandeng                                    | 天等县              | Tiānděng Xiàn                |